# Армія дронів
Армія дронів — проєкт комплексного розвитку сфери військових безпілотних літальних апаратів (БПЛА) в Україні і всебічне забезпечення дронами Збройних сил України, що виник як відповідь на військове вторгнення Російської Федерації в Україну. Проєкт стартував у липні 2022 року.

## Історія
Армія дронів — це спільний проєкт Генштабу ЗСУ, Міністерства оборони, Міністерства цифрової трансформації і Держслужби спецзв'язку та захисту інформації, що був створений за ініціативою Президента фандрейзингової платформи United24.
У березні 2023 року було створено перші три роти ударних безпілотних авіаційних комплексів (БпАК) (або БПЛА).
8 травня 2023 року в ЗСУ було вже 8 рот ударних БпАК.
Станом на липень 2023 року було прийнято на озброєння та вже постачалось на фронт 40 моделей українських БПЛА.
У межах проєкту підрозділи БпАК укомплектували безпілотниками, пікапами, старлінками та іншим необхідним обладнанням. Менш ніж за два місяці кожна з рот встигла показати хороші результати на передовій, знищити десятки одиниць ворожої техніки й сотні окупантів на найгарячіших напрямках. Так, за один тиждень жовтня 2023 року пілоти дронів уразили 428 одиниць російської техніки. Це стало абсолютним рекордом «Армії дронів» на той час.
У жовтні 2023 року Міністр цифрової трансформації Михайло Федоров повідомив, що в ЗСУ вже існують роти як ударних, так і розвідувальних дронів.

## Діяльність
У рамках «Армії дронів» контрактуються українські виробники дронів на постачання різних типів безпілотників для потреб ЗСУ, здійснюється їх технічне обслуговування — ремонт і постачання комплектуючих, проводяться систематичні навчання пілотів дронів. Окрім того, було створено абсолютно нові підрозділи ЗСУ — роти ударних безпілотних авіаційних комплексів (РУБпАК). Генштаб ЗСУ відмітив, що це перші у світі роти ударних дронів.
На проєкті державні інституції перебувають у тісній взаємодії з українськими виробниками дронів, а також із низкою приватних центрів підготовки операторів БПЛА по всій країні. Так, Армія дронів співпрацює з 26 навчальними центрами з підготовки пілотів БПЛА, які в сукупності навчили 10 000 пілотів. А кількість підприємств, які з власної ініціативи працюють над створенням сучасних українських безпілотників, уже сягає кількох сотень.
Кількість моделей дронів, прийнятих на використання в ЗСУ, невпинно зростає. Представлено цілий ряд українських розробок — ударні коптери «Vampire», Pegasus Arms 25, розвідувальні апарати «Фурія», «Shark», «Spectator», «Валькірія», «Лелека», «Phoenix», агролітаки СКІФ, а також систематично ввозяться з-за кордону DJI Mavic, які застосовують для розвідки та як дрони-бомбери зі скиданням боєприпасів.
Учасники проєкту змінили законодавство, прибравши ряд перепон — значно спростили бюрократію в закупівлі та логістиці дронів, прибрали ПДВ на ввезення дронів і їх комплектуючих з-за кордону, ввели спрощену процедуру для отримання допуску БПЛА до експлуатації.
Окремий напрямок Армії дронів — розвиток морських дронів. Так, в Україні вперше в історії створено флот морських безпілотників. 29 жовтня 2022 року Україна вперше в історії здійснила першу морську атаку виключно безпілотними засобами. Маленькі та швидкі безпілотні човни уразили три російські кораблі у тимчасово окупованому Криму, зокрема, флагман Російського Чорноморського флоту «Адмірал Макаров». Цей напрямок переважно координується ГУР МО та ССО і більшість інформації про нього засекречено.

## Вплив на полі бою
Застосування дронів різних типів дає змогу насамперед зберегти життя військових. Три етапи застосування кожного дрона — виявлення, дорозвідка, знищення. Розвідувальні дрони надають інформацію про поточний стан на лінії зіткнення чи в глибокому тилу ворога, швидко й у дуже великих обсягах, і здобувають її незрівнянно більш безпечно і легко, ніж класичні рейди розвідників в тил до ворога, і передають зібрані матеріали в інші військові підрозділи. Ударні дрони використовуються в парі з розвідувальними, і безпосередньо знищують ворога, атакують ворожі позиції чи техніку. Ударні дрони вже мають два підвиди за способом застосування — FPV-дрони та дрони-бомбери.

| На відміну від ворога, ми цінуємо життя кожного українського захисника. І розуміємо, що на найнебезпечніших ділянках фронту насамперед повинні працювати технології" |
| — колишній голова Держспецзв’язку Юрій Щиголь |

Безпілотники ефективно показали себе як в обороні й аеророзвідці, так і в підтримці штурмів, коригуванні вогню артилерії. Також дрони-камікадзе змінили правила ведення війни, оскільки ефективно знищують рухомі цілі, як-от танки, БМП і артилерію, яку переміщують на колісній техніці. 

| Влучити точно артилерією, якщо об'єкт рухається – дуже складно, майже нереально! FPV-дрон якраз успішно працює по рухомих мішенях |
| — Марія Берлінська, керівниця волонтерського проєкту Victory Drones та директорка Центру підтримки аеророзвідки                   |

Стрімкий розвиток сфери БПаК спровокував і відповідні темпи розвитку анти-дронових засобів, зокрема, засобів радіоелектронної боротьби (РЕБ). Як протидія дронам виник і новий тип зброї — антидронова рушниця.